# Römerbad Bonn

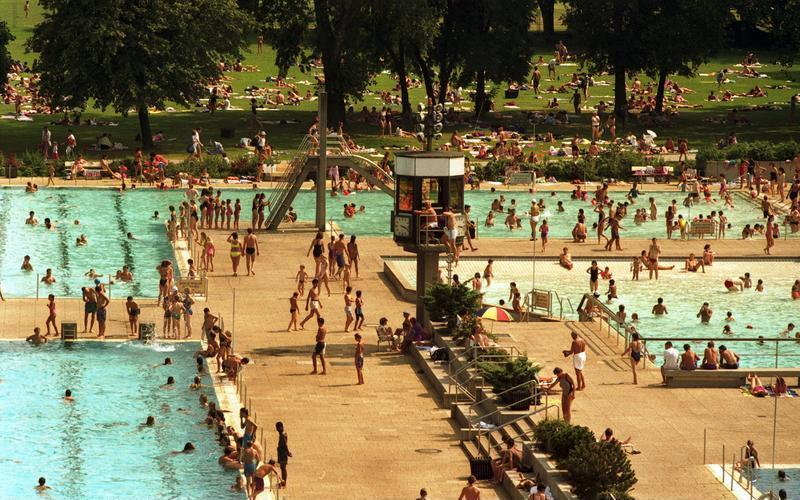
Römerbad, Bonn (1991)

Das Freibad Römerbad im Bonner Stadtteil Bonn-Castell (Nordrhein-Westfalen) direkt am Rhein ist nach den einst an dieser Stelle befindlichen römischen Bädern benannt.
Die 1939 eröffnete und 1974 neu gebaute Anlage ist das größte und meistbesuchte Freizeitbad der Stadt Bonn.

## Schwimmbecken
Als Wasserflächen stehen zur Verfügung:
- 8 × 50-Meter-Sportbecken (50 × 21 Meter, 2,20 Meter tief)
- 8 × 46-Meter-Schwimmbecken
- Sprungbecken (18 × 18 Meter, 5,00 Meter tief) mit 10-m-Sprungturm (umfasst: 1-Meter- und 3-Meter-Sprungbrett, Fünf-Meter- und Zehn-Meter-Plattform)
- Wellenbad

Es bestehen ein Sandspielplatz mit Spiellandschaft und eine Liegewiese. Die heutige Liegewiese befindet sich auf der Fläche des Schwimmbeckens von 1939. Dort befindet sich ein ca. 80 Jahre alter Maulbeerbaum.
Auf dem Gebiet der heutigen Ballspielwiese landeten von 1953 bis 1961 Hubschrauber der von der belgischen Fluggesellschaft Sabena betriebenen Linie Bonn-Brüssel. Es konnten bis zu 12 Personen pro Maschine befördert werden. 1957 gab es ca. 400 Flüge.
Das Becken ist beheizbar. Ca. 6,2 Mio. Liter Wasser fassen alle Becken, deren Befüllung dauert ca. 40 Stunden.

## Veranstaltungen
1989 fanden hier die Schwimmeuropameisterschaften statt.
Das Sportbecken ist für internationale Wasserballspiele zugelassen.
Am 17. September 1989 gab die Band BAP ein Open-Air-Konzert auf der Liegewiese.

## Besucherstatistiken
- Besucherrekord: ca. 170.000 Besucher im Jahr 2003 (Stand: 2013)[3]
- 2012 wurden ca. 63.000 Eintrittskarten verkauft. Hinzu kommen die Besuche von Kindern unter 7 Jahren, die einen kostenlosen Eintritt haben.[3]

## Verkehrsanbindung
Zum Römerbad verkehren regelmäßig Buslinien der Stadtwerke Bonn. Die anliegenden Parkplätze sind für Großveranstaltungen erweiterbar. Das Freibad ist barrierefrei.